# Cirkeline og Verdens mindste superhelt
Cirkeline og Verdens mindste superhelt er en dansk animationsfilm fra 2004 med den lille alf Cirkeline og hendes to musevenner Frederik og Ingolf.   Filmen er baseret på de figurer og det univers, som Hanne Hastrup sammen med Jannik Hastrup skabte, da de i perioden 1969-1971 producerede en række korte animationsfilm for DR.  Cirkeline og Verdens mindste superhelt er instrueret af Jannik Hastrup og produceret af Marie Bro for Dansk Tegnefilm 2 ApS.

## Handling
Cirkeline er taget på ferie til Tyrkiet med sin tegner, så vennerne Ingolf, Frederik og Viktor sniger sig om bord på bedstefars skib for at komme ned og besøge hende. Her møder de en anden blind passager – den barske og frygtløse mus Ali, der er draget ud i verden for at gøre sin lykke. Vores venner lader sig lokke med på den nye mus’ spændende eventyr, men bedstefar bliver rasende, da han ikke vil have børn med om bord, og katten, kokken og kaptajnen er bestemt heller ikke museelskere. Det viser sig imidlertid også, at Ali bærer på en stor hemmelighed!

## Persongalleri
Cirkeline: 
Hun er en alf. Derfor uden alder og på mange måder klog og moralsk som en voksen. God til at rede de tråde ud som hendes venner Ingolf og fredrik ofte roder meget sammen.
Fredrik:
Den frække, glade og spontane drengemus. Han er tit lidt for hurtig og kommer derfor galt af sted.
Ingolf: 
Drømmeren der har et forhold til ost som Plyds til honning.
Sidse:
Den moderne bymus. Hurtig på aftrækkeren. Hader at slæbe rundt på sin lillebror. Hun er god til at organisere.
Viktor: 
Sidses lillebror. Ret vaks. Har svært ved at forstå han ikke altid er stor nok til at være med.
Bedstefar:
Hader børn og det besvær de ofte afstedkommer. På bunden er han måske god nok.  Men vi ved det ikke rigtigt.
Hassan:
Grønthandlermusens søn
Øzlem:
Øzlem er lidt af et legebarn og en GRINEBIDER der forfører sig selv. Det kører med hende – simpelthen fordi det er så skægt. Og hvis ikke hendes brødre var SÅ konforme, så ku de ha haft det skide skægt sammen. Det er også derfor de kommer til at savne hende, da hun er væk.
Hun er bestemt ikke noget englebarn, (bare spør hendes Gud, som hun bestandig lover bod og bedring). Men de goe idéer kommer af de goe idéer og forskellen på en sand løgn og en løgnagtig sandhed er tit et spørgsmål om tid og sted. Hun er altså ikke bare til nødløgne men også til lystløgne, fis og ballade.
Ali: 
Øzlems tvillingebror. Hidsig og irriterende. På bunden elsker han sin tvillingsøster, men det er tit svært at se. Og han mener af et ærligt hjerte som deres storebror at piger er dårlige til at lege med.
Tuncay:
Rigtig lille mandschauvinist i svøb.

### Andre Cirkeline film
Udover Cirkeline og Verdens mindste superhelt er der blev lavet 6 sort/hvid film og 12 farve  film af cirka 11-19 minutter i perioden 1968-1971 samt 2 andre biograffilm i hhv 1998 og 2000:  
1. Åh, sikken en dejlig fødselsdag, 10 min. (1968)
2. På med vanten, 11 min. (1968)
3. 2 + 2 = 5, 12 min. (1968)
4. Den fremmede, 13 min. (1968)
5. Zigøjnermusene, 13 min. (1968)
6. Højt for træets grønne top, 13 min. (1970)
7. Klodsmus, 13 min. (1970)
8. Cirkeline på ferie, 27 min. (1970)
9. Månen er en gul os, 13 min. (1970)
10. Kanonfotograf Frederik, 13 min. (1970)
11. Flugten fra Amerika, 13 min. (1971)
12. Cirkeline - Storbyens Mus, 60 min. (1998)
13. Cirkeline - Ost og Kærlighed, 60 min. (2000)
14. Cirkeline i Fandango, 20 x 6 min. (2010)

## Eksterne Henvisninger
- Cirkeline og Verdens mindste superhelt på Internet Movie Database (engelsk)
- Cirkeline og Verdens mindste superhelt på Filmdatabasen
- Cirkeline og Verdens mindste superhelt på danskefilm.dk
- Cirkeline og Verdens mindste superhelt på danskfilmogtv.dk
- Cirkeline og Verdens mindste superhelt på Scope
- Cirkeline og Verdens mindste superhelt på MovieMeter (nederlandsk)
- Cirkeline og Verdens mindste superhelt på The Movie Database (engelsk)
- Cirkeline og Verdens mindste superhelt på Filmaffinity (engelsk)